# Beaumont-Sardolles
Beaumont-Sardolles è un comune francese di 123 abitanti situato nel dipartimento della Nièvre nella regione della Borgogna-Franca Contea.

## Società

### Evoluzione demografica
Abitanti censiti